# Rijnhaven (stacja metra)
Rijnhaven – stacja metra w Rotterdamie, położona na linii D (błękitnej) i E (niebieskiej). Została otwarta 9 lutego 1968. Stacja znajduje się w porcie Rijnhaven, nad Nową Mozą.